# Complejo olivar superior
El complejo olivar superior (COS), también conocido como núcleo olivar superior ([TA]: nucleus olivaris superioris), es una colección de núcleos ubicado en la región más baja de la protuberancia en el tallo encefálico que participa en múltiples aspectos de la audición y es un componente importante de las vías auditivas ascendentes y descendentes.
El complejo olivar superior está íntimamente relacionado con el cuerpo trapezoidal decusante, parte de la vía auditiva: la mayoría de los grupos de células del COS se ubican de manera dorsal (posterior en primates) a los axones del cuerpo trapezoidal, mientras que un número de células está incrustada en el susodicho cuerpo trapezoidal. En general, el COS muestra una variación significativa entre especies, siendo mayor en los murciélagos y roedores y pequeños en primates.
Por medio del lemnisco lateral se conecta el complejo olivar superior con el colículo superior.